# Hawaiimonark
Hawaiimonark (Chasiempis sandwichensis) är en fågel i familjen monarker inom ordningen tättingar.

## Utseende och läte
Oahumonarken är en liten (14 cm) flugsnapparliknande fågel som ofta reser sin stjärt. Ovansidan är generellt brun ovan med vita vingband, vit övergump och vita spetsar på stjärtpennorna. Undersidan är vit med varierande mängd svart streckning. Hanen har svart på hakan, honan vitt. Ungfågeln är gråbrun med beigefärgade vingband. Sången beskrivs som ett livligt visslande "eh-leh-PYE-o" som hörs i grupper om fyra, med betoning på den tredje frasen. Bland lätena hörs vassa "chup", ett raspigt tjatter och ett tvåtonigt läte som liknats vid ljudet från en hundleksak.

## Utbredning och systematik
Hawaiimonark förekommer enbart på ön Hawaii men delas ändå in i tre underarter med följande utbredning:
- Chasiempis sandwichensis sandwichensis – torrare områden
- Chasiempis sandwichensis bryani – Mamame naio-skogar på Mauna Kea
- Chasiempis sandwichensis ridgwayi – blötare områden

Tidigare betraktades hawaiimonark, oahumonark (C. ibidis) och kauaimonark (C. sclateri) alla som samma art, elepaio (C. sandwichensis)

## Status
Hawaiimonarkens bestånd uppskattas till 140 000 vuxna individer. Den tros minska i antal. Internationella naturvårdsunionen IUCN kategoriserar arten som nära hotad.